# Человек-паук: Вызов Дракону
Человек-паук: Вызов Дракону (англ. Spider-Man: The Dragon's Challenge) — американский фильм 1981 года, транслирующийся одновременно с эпизодом «Китайская паутина» телесериала Удивительный Человек-паук. Как и в прошлом фильме, режиссёром остался Рон Сатлоф, а сценарий написал Лионель Зигель.

## Сюжет
Мин Ло Чан, министр промышленного развития Китая, который, оказывается, является старым другом Джона Джеймсона со времён колледжа, убегает из Китая и прибывает в США, чтобы найти трех мужчин, которые во время войны подошли к нему и предложили ему деньги за секреты о Мао Цзэдуне, которому он отказал в то время. Он остается со своей дочерью Эмили Чан, которая живёт в Нью-Йорке. Однако ему кажется, что этот инцидент расследуется, и ему нужно быстро найти одного из них, чтобы проверить его невиновность.
Он просит мистера Джеймсона помочь ему найти их, но он хочет, чтобы это было сделано спокойно, потому что кажется, что есть элементы, которые хотят, чтобы он всё же был осужден, поэтому Джеймсон просит Питера Паркера поговорить с тремя бывшими морскими пехотинцами от его имени, но также найти их скрытно. Однако кажется, что одним из таких элементов является промышленник Зейдера, который входит в число тех, кто считается построенным для китайского правительства электростанцией стоимостью в один миллиард долларов, а промышленник знает, что чиновник рассматривает другую компанию, но если он признан виновным, что знает о его преемнике, присудившем ему контракт. Поэтому он посылает Клайда Эванса, чтобы убедиться, что он не находит своих свидетелей или не будет возвращаться в Китай.
Человек-паук несколько раз спасает жизнь Мина. Затем Питер допрашивает последнего из морских пехотинцев, который должен был очистить имя Мина, профессор Дент, который соглашается помочь. Вместе с Мином, Питером и его собственной племянницей Эмили, он летит в Гонконг, чтобы дать показания. Тем не менее, Зейдер похитил Дента, чтобы обеспечить его молчание. С помощью Эмили Человек-паук прослеживает похитителей. Он побеждает Зейдера и спасает Дента. Затем он продолжает доказывать, что Мин невиновен.

## В ролях
| Актёр           | Роль                                     |
| --------------- | ---------------------------------------- |
| Николас Хэммонд | Питер Паркер / Человек-паук              |
| Дэвид Уайт      | Дж. Дж. Джеймсон главный редактор газеты |
| Розалинда Чао   | Эмили Чан                                |
| Бенсон Фонг     | Мин Ло Чан                               |
| Ричард Эрдман   | Зейдер                                   |
| Эллен Брай      | Джули Мастерс                            |
| Чип Филдз       | Рита Конвей                              |
| Джон Милфорд    | Профессор Дент                           |
| Хаган Бегс      | Клайд Эванс                              |
| Джордж Чунг     | Доктор Пай                               |
| Тед Дэнсон      | Сортировщик                              |
| Мирон Хили      | лейтенант Олсон                          |
| Энтони Чарнота  | Юинн                                     |
| Тони Кларк      | Джо                                      |

## Релиз
Фильм был театрально выпущен на европейских территориях 3 февраля 1981 года и в Австралии, где он был показан в театре Pix наряду с другими, распространенными Хойтом. Он получил выпуск на VHS в следующем году.

## Критика
Как и у прошлого фильма, третий фильм также ругали за низкий бюджет.